# Radical 103
Le radical 103, qui signifie boucle de vêtement, est un des 23 des 214 radicaux chinois répertoriés dans le dictionnaire de Kangxi composés de cinq traits.
Le caractère Unicode de 疋 est 758B.

## Caractères avec le radical 103
| nombre de traits          | caractères |
| ------------------------- | ---------- |
| Sans trait supplémentaire | 疋         |
| 3 traits supplémentaires  | 疌         |
| 5 traits supplémentaires  | 疍         |
| 6 traits supplémentaires  | 疏         |
| 7 traits supplémentaires  | 疎         |
| 9 traits supplémentaires  | 疐 疑      |